# NGC 5092
إن جي سي 5092 (بالألمانية: NGC 5092) التي يرمز لها بالرمز NGC 5092، هي مجرة، في كوكبة الهلبة.

## الاكتشاف
اكتشفت في 12 أبريل 1867، بواسطة Heinrich Louis d'Arrest.